# 잭 케보키언
제이컵 "잭" 케보키언(영어: Jacob "Jack" Kevorkian [kɨˈvɔrkiən], 1928년 5월 26일~2011년 6월 3일)은 미국의 병리학자이자 교육자, 전직 의사, 사상가이다. 그는 '죽을 권리'를 주장하여 유명해졌으며, 주장에서 그치지 않고 실제 말기 환자들을 선별하여 안락사를 도움으로써 미국 내에 사회적 반향을 일으킨 인물이다.
1980년대부터 '죽을 권리'를 주장하여 화제가 되었으며, 1990년대에는 루게릭병을 앓고 있는 52세 남자 환자를 안락사시키면서 전 과정을 비디오로 녹화한 뒤 미국 CBS 방송의 시사프로그램 《60분》을 통해 공개하였다. 안락사 과정이 상세하게 방송되자 미국사회에는 논란이 일었다. 소극적 안락사와 적극적 안락사의 처벌 여부를 논의 대상으로 하여 케보키언의 행위가 법적으로 처벌 가능한 것인지에 대하여 사회적 관심이 모아졌다.
9년간 130명의 안락사를 도왔던 케보키언은 재판정에서 2급살인죄의 명목으로 수감되었다가 가석방되었다. 그의 안락사 시술을 놓고 미국 내에서는 찬반 여론이 나뉘어 논쟁이 계속되었으며, 그러던 중 2011년 6월 미국 미시간 로열오크 윌리엄보몽병원에서 사망했다.

## 생애

### 생애 초반

#### 유년시절
잭 케보키언은 아르메니아계 이민자의 아들로서 미시간주 폰티악에서 출생하였다. 아버지 레본(Levon)과 어머니 사테니그(Satenig)의 슬하에 1남 2녀 중 둘째이다. 잭 케보키언의 부모는 1차 세계대전 후 일어난 아르메니아인 집단 학살을 피해 미국으로 망명했다.
부모님은 독실한 기독교인이었으나 케보키언은 어려서부터 독서를 좋아하여 니체, 맑스, 다윈 등의 폭넓은 서적을 읽었고, 기독교 교리에 회의를 품게 되면서 종교적 이념이 달라져 가족 내 갈등이 잦았다.

#### 학창 시절
잭 케보키언은 17세인 1945년에 폰티악 중앙 고등학교(Pontiac Central High School)을 졸업했다. 토론능력이 좋고 학업성취가 뛰어났던 그는 고등학교 내내 상위권 성적이었고, 고등학교를 훌륭한 성적으로 마쳤다.
미국 미시간 주립대학교 공과대학(University of Michigan College of Engineering)에 입학한 케보키언은 원래 엔지니어가 되고자 했지만 1학년 1학기를 마친 후 전공에 흥미를 잃고 식물학과 생물학에 매진하게 되었다. 대학생활을 하며 의사가 되겠다고 결심한 그는 1952년에 앤 아버에 위치한 미시간 대학교 의과대학(University of Michigan Medical School in Ann Arbor)을 졸업했다.

### 의학활동

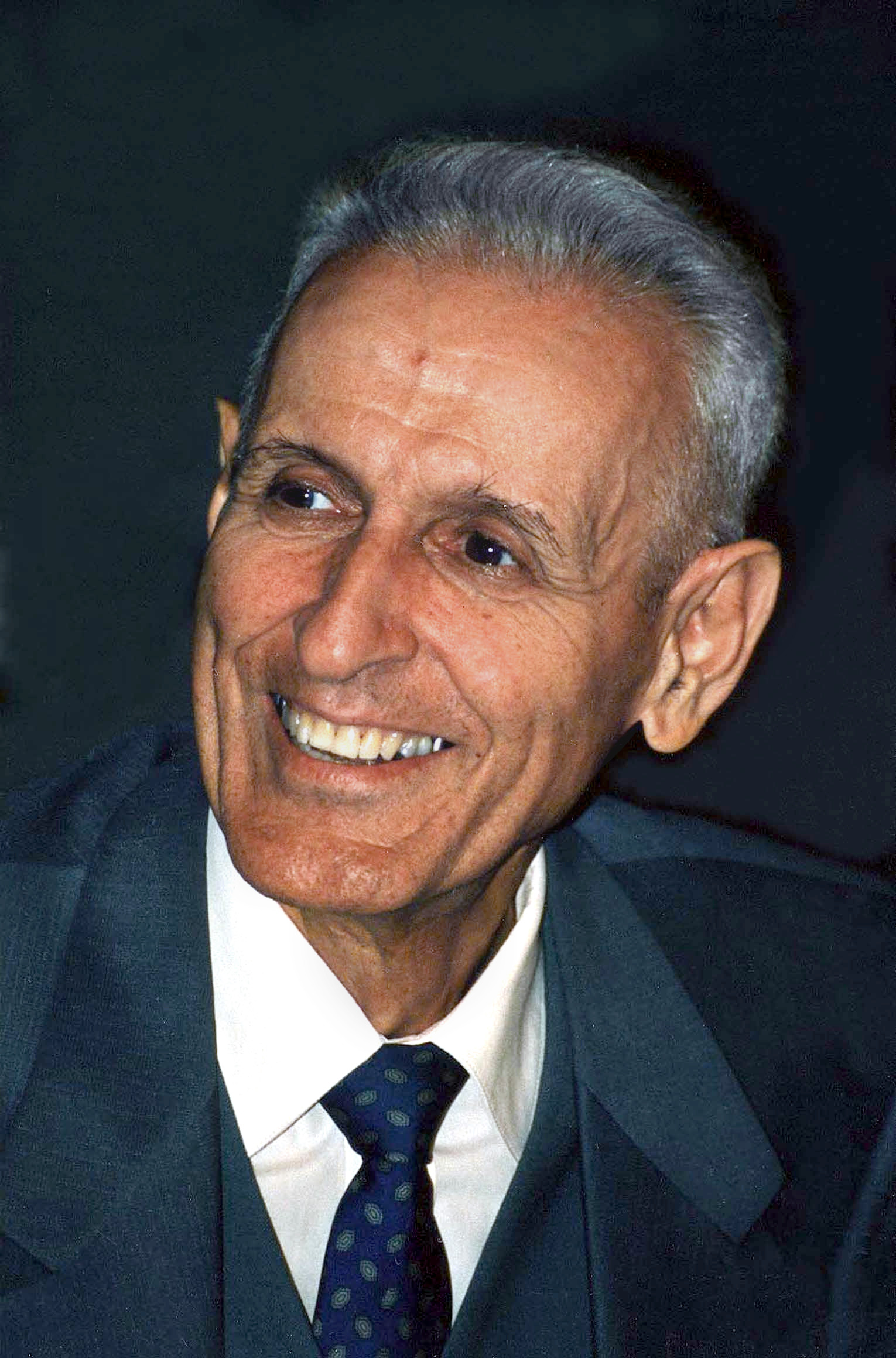
잭 케보키언(1996년)

#### 레지던트 및 인턴 시절
케보키언은 1950년대에 미시간 주립대학병원에서 레지던트를 하였다. 한국전쟁에 군의관으로 참전해 1년 반동안 전쟁터에서 지내며 수많은 미군병사들이 죽어가는 과정을 직접 체험했다. 그런 케보키언은 죽음과 죽어가는 과정에 큰 관심을 가지기 시작하였다. 1956년부터 그는 말기 환자들을 정기적으로 방문하고 환자들의 임종 시에 그들의 눈을 촬영하는 연구를 진행하였다. 이 연구를 통해 그는 각막에 있는 혈관이 심장박동이 정지할 때 수축되면서 보이지 않게 된다는 것을 알아냈다. 캘리포니아와 미시간의 여러 병원에서 경력을 쌓은 뒤 미시간에 정착한 케보키언은 유럽의 의학 잡지 등에 안락사에 관련한 논문을 게재하며 생계를 이어간다. 1958년 논문에서 그는 사형수들이 안락사되어야 한다고 주장하였고 그들의 장기를 추출해야 한다고 했다. 또한 그는 교도소 피수감자들을 의학실험에 이용해야 한다고 주장하였다. 그의 주장은 고대 그리스에서 이집트인 범죄자들은 대상으로 행한 사건으로부터 비롯된 것이다. 케보키언은 사형수들이 의학실험에 이용된다면 의학실험에 들어가는 연구비를 줄이고 범죄자의 뇌를 비롯한 신체적 연구를 하는 데 유용할 것이라고 하였다. 나아가서 의식이 있는 동안 범죄자들이 인류를 위하여 사형집행에 있기 전에 연구에 참여해서 "고통이 없는" 실험대상으로 봉사할 필요가 있다고 주장했다. 그는 그의 의견을 과학발전을 위한 협회(Amerian Association of the Advancement of Science)에 제시했다.
기이한 연구와 도발적인 의견들로 인해 케보키언은 동료들로부터 '죽음의 의사(Dr. Death)'라는 칭호를 얻는다. 괴상한 행동으로 인하여 미시간주립대학 의학센터에서 퇴출됐으나 폰티악 종합병원에서 인턴 생활을 계속한다. 당시 케보키언은 러시아의 한 의료팀이 시체의 피를 살아있는 환자에게 수혈하는 데 성공했다는 정보를 듣는다. 그는 의학기술자였던 닐 니콜(Neal Nicol)의 도움을 얻어 같은 실험을 하였고 결과는 성공적이었다. 케보키언은 이 결과가 전쟁터에 있는 군인들의 생명을 구하는데 도움이 될 거라고 생각했다. 만약 피 저장분이 모자랄 경우 의사들이 케보키언의 연구결과를 참조하여 시체의 피를 부상당한 군인에게 수혈할 수 있을 것이라는 의견이었다. 케보키언은 이 아이디어를 미국국방부(Pentagon)에 전달하여 베트남전에서 사용할 수 있을 거라고 주장하였다. 의학계는 그의 실험에 반대하였고 케보키언은 해당 연구를 더 이상 진행할 수 없었다. 그러나 이로 케보키언은 외부인사들에게 이름이 알려지게 되었고 동료들에게 인상을 남겼으며 자신은 C형간염에 감염되었다.

#### 전문의 시절
1960년 전문의 자격증을 취득한 케보키언은 미국 전역을 돌아다니며 병원에서 근무하였으며 죽음에 관한 그의 철학이 담긴 전문적인 저널 기사를 30편 이상 출판했다. 후에 케보키언은 미시간 디트로이트에 자신의 클리닉을 세웠으나 사업은 잘 되지 않았다. 이후 케보키언은 캘리포니아로 거처를 옮겨 롱 비치(Long Beach)의 두 곳에서 시간제 의사로 일했으나 그의 급진적인 아이디어들에 반대하던 선배 의사와의 마찰로 오래 일하지는 못했다. 케보키언은 의사 활동을 접고 헨델의 메시아를 주제로 한 영상 프로젝트와 사형수 캠페인에 몰두한다. 1970년까지 케보키언은 실직상태였고 약혼녀와의 관계도 끝이 날 수 밖에 없었기에 1982년까지 독신으로 지냈다.

#### 의사 은퇴 후
1985년, 케보키언은 미시간으로 돌아와 사형 집행된 신체에 행해진 의학실험의 역사를 쓰는 데 매진하였다. 권위 있는 의학 잡지들로부터 거절당했지만 국립 의학협회 저널(Journal of National Medical Association)에서 그의 글을 실었다. 1986년 네덜란드에서 의사가 말기 환자에게 합법적으로 약물을 주사하여 죽음을 돕는다는 정보를 들은 케보키언은 그의 캠페인에 이 항목을 추가하여 의사의 조력에 의한 자살 혹은 안락사를 주장하기 시작하였으며 "타나트론(Thanatron →그리스어로 '죽음의 기계')"이라 불리는 자살기계를 발명하였다. 그는 이 기계를 45달러 어치의 재료들로 구성하였는데 3개의 병에 담긴 액체를 순서대로 연속적으로 사람에게 주입하는 구조였다. 가장 먼저 생리식염수, 그 후에는 진통제, 마지막으로는 치사량의 염화칼륨이 담긴 액체를 주입하는 것이다. 케보키언의 설계를 이용하면 환자들은 스스로 치사량의 약물을 주입할 수 있었다. 의학 잡지와 의학계가 이 발상에 찬성하지 않았음에도 불구하고 케보키언은 해당 기계의 설계와, 의사가 환자의 목숨을 끊을 수 있는 시설인 "오비토리움(obitoriums)"을 프랜차이즈화해야 한다는 주장으로 인해 전국적 관심의 대상이 되었다.

### 안락사 활동

#### 안락사와 죽을 권리 주장
한편 그는 1980년대 중반부터 "죽을 권리"를 주장하여 화제가 되었다. 케보키언은 1987년부터 디트로이트 신문을 통해 "죽음 상담(death counseling)"이라는 이름으로 의학상담 광고를 시작했다. 그의 첫 공식적인 조력자살은 미시간에 살며 1989년에 알츠하이머 진단을 받은 54세 자넷 앳킨스(Janet Atkins)를 상대로 1990년에 시행되었다. 병의 진단을 받기 전부터 말기 환자를 위한 자발적 안락사를 옹호하는 헴록 운동(Hemlock Society)의 일원으로, 병이 말기까지 가기 전에 삶을 중단하고 싶었던 앳킨스는 케보키언이 자살기계를 만들었다는 소식을 듣고 그의 협조 아래 공원에 주차된 폭스바겐 차 안에서 안락사 시술의 대상이 되었다. 치사량의 약물이 주입되고 난 뒤 5분 안에 앳킨스는 심장마비로 사망했다. 이 소식이 미디어에 퍼지자, 케보키언은 전국적으로 유명인사가 되었다.
1990년 12월 13일, 케보키언은 살인을 이유로 기소되었으나 당시 미시간주 법에 의학적 조력을 수반한 자살이나 자살 자체를 금지하는 법이 없었기 때문에 성문법에 어긋나지 않는다는 이유로 취하되었다. 1991년 미시간주는 그의 행동을 이유로 의사자격증을 박탈하여 그로 하여금 환자들을 상대하거나 의료활동을 하는 것을 금지하였다.

#### 안락사 장면 공개 논란
그러나 케보키언은 안락사 시술을 멈추지 않았다. 케보키언은 1990년부터 말기 환자들의 '죽을 권리'를 주장하며 마취주사와 약물을 이용해 130명의 안락사를 도왔다. 특히 루게릭병을 앓던 52세 환자를 안락사시키면서 전 과정을 비디오로 녹화했다. 이 비디오는 미국 CBS 방송의 시사프로그램 ‘60분’을 통해 방영되었는데, 안락사 시술로 환자의 숨이 멎는 장면이 방영되자 미국 사회는 큰 충격에 빠졌고 안락사에 대한 뜨거운 논쟁도 이어졌다.
그는 타나트론에 이어, 환자들이 산소마스크를 쓰고 일산화탄소를 흡입하게 하는 "머시트론(Mercitron, Mercy Machine)"을 발명한다. 1992년, 미시간주는 구체적으로 케보키언의 안락사 캠페인을 정지하기 위하여 의사가 조력하는 자살행위를 금지하는 법안을 통과시켰다. 따라서 케보키언은 그 해 2번 수감되었다.

### 재판과 논란

#### 명예훼손 소송에 관한 재판
케보키언은 1995년 시카고에 있는 미국 의학협회와 이 협회의 간부가 그를 상대로 "무모한 죽음의 도구로 쓰이고 있을 뿐이며 공중에 커다란 위협을 제기하고 있다"고 하며 자신을 '살인자'로 부른 데 항의해 이듬해 1천만달러의 손해배상을 요구하며 명예훼손 소송을 제기하였다. 그의 변호사는 상고심에서 케보키언 박사가 공인으로 명예훼손의 대상이 아니라는 항소심의 판결 논지에 이의를 제기했으나 받아들여지지 않았고, 미주리 고등법원은 박사의 전국적 또는 지역적 명성에 비춰 그를 살인자로 부르건 성자로 부르건 큰 의미가 없으므로 문제의 표현은 명예 훼손에 해당되지 않으며 공인에 대한 공중의 우려를 표명하는 권리는 헌법에 보장되어 있다며 케보키언 박사의 상고를 기각하였으며, 미 연방 대법원은 이를 지지하여 소송에서 패소하였다.

#### 자살 조력 건에 관한 재판
그의 변호사 제프리 파이거(Geoffrey Feiger)에 따르면 1990년부터 1998년까지 케보키언은 극도로 아픈 환자들 중 130명의 죽음을 도왔다. 케보키언 측은 각 사례에 있어서 마지막 행동을 취하여 목숨을 끊은 것은 환자들 자신이었다고 주장했다. 케보키언은 단지 그가 만든 안락사 기계에 환자들을 연결하는 것만 도와주었다고 하였다. 또한 죽음의 위험을 수반하더라도 환자의 고통을 완화하기 위하여 행한 치료 활동은 범죄의 일환으로써 자살을 조력한 것이라고 볼 수 없다고 변론하였다. 케보키언은 미시간에서 자살 조력에 관한 건으로 총 4번 기소되었으나 그 중 3번은 무죄선고를 받았고 마지막 건에서는 무효심리를 선고받았다. 케보키언은 미디어와의 인터뷰에서 위선과 사회의 부패를 들추기 위하여 감옥에 가는 것이 나았을 것이라며 실망감을 표시했다.
1998년, 미시간주는 의사의 자살 조력에 관하여 최대 5년의 징역형 또는 10000 달러의 벌금형을 부과할 수 있는 중죄로 입법화하였다. 케보키언의 무죄선고를 가능하게 했던 정당화 사유들을 방지하기 위하여 특별히 고안한 법안이었다. 그러나 케보키언은 계속적으로 환자들의 죽음을 돕는 활동을 계속하였으며 검찰 측은 케보키언을 범죄 행위로 고소하기 위하여 노력하였다.

#### 적극적 안락사 건에 관한 재판
1998년 11월 22일, 케보키언은 1998년 11월 17일에 이루어졌던 만 52세의 토마스 육(Thomas Youk)에 대한 안락사 녹화영상을 《60분》(60 Minutes)이라는 프로그램을 통해 방송에 내보냈다. 육이 우선 자신이 정보를 충분히 제공받고 그것의 내용을 정확히 이해한 상태에서 안락사에 동의한다는 것을 표현하자 케보키언이 독약을 주사하였다. 이 사례가 특이한 이유는 케보키언이 이전 환자들과는 달리 환자가 아니라 자신이 직접 주사를 주입했기 때문이다. 이 방송을 통해 검사는 케보키언을 상대로 살인죄의 기소를 하게 되고 그가 일방적으로 육의 죽음을 초래하였다고 주장하게 된다. 1999년 3월 26일, 케보키언은 1990년부터 130여 명의 환자의 안락사를 도와 살인 혐의와 함께 취급불가물질 소지를 이유로 기소되었다. 케보키언의 의사자격증은 8년 전에 정지되었기 때문에 그는 위험물질을 다룰 수 있는 법적 자격을 가지고 있지 않았다.
살인에 관한 형법은 상대적으로 고정적이고 확정적이기 때문에 조력자살과 같이 새로운 논의가 필요한 주제와는 재판과정에서 다른 양상을 보였다. 케보키언은 이전의 변호사를 해고하고 법정에서 직접 자신을 변호했다. 법적 지식이 부족하고 자신의 의견을 굽힐 줄 몰랐던 케보키언은 법정에서 자신의 입장을 피력하는데 난항을 겪었고 자신을 도와줄 증인을 법정에 세우고 싶어했으나 판사가 '관련성 없음'을 이유로 거부하였다.

### 생애 후반

#### 패소와 투옥
1999년 4월 13일, 오클랜드 카운티(Oakland County)의 배심원단은 케보키언에게 2급 살인죄로 10-25년형을 선고하였다. 그는 육을 직접 살해한 것으로 증명되었는데 그 이유는 육이 신체적으로 스스로 자살할 수 없는 상태였기 때문이다. 자신이 직접 마지막 행동을 하지 못하자, 케보키언이 자신을 죽이는 데 육이 동의하였던 것이다. 판사는 케보키언에게 25년형을 선고하고 가석방될 수 있는 가능성은 열어 두었다. 케보키언은 미시간주의 콜드워터(Coldwater)에 위치한 교도소에 수감되었다.

#### 수감생활
재판과정에서 케보키언은 사람들의 죽음을 돕는 것이 그의 의무라고 주장하였다. 법정 안에서 선서한 뒤 현행법이 구식이고 정의롭지 않기 때문에 형사처벌의 위험을 감수하고서라도 시민불복종을 할 것이라고 주장하였다. 향후에 범죄를 일으킬 가능성이 있는지 여부는 사면위원회에서 가석방을 결정하는데 중요한 요소로, 케보키언의 가석방 신청은 반복적으로 기각되었다. 2005년 11월 29일 MSNBC 방송과의 인터뷰에서 케보키언은 가석방된다면 사람들의 자살을 조력하는 것이 아니라 법의 개정을 위한 캠페인에만 주력하겠노라고 대답하였다.
2005년 12월 22일의 가석방신청은 위원회 위원중 찬성 2, 반대 7로 나뉘어 다시 기각되었다. 수혈연구를 하던 중에 감염된 C형 간염으로 고생하던 케보키언은 2006년 5월 시한부 1년을 선고받았다. 계속적인 가석방 신청 끝에 2007년 6월 1일, 교도소 내 모범적인 행동을 이유로 드디어 가석방되면서 8년 2개월 반 가량의 수감생활은 마무리되었다.

### 최후

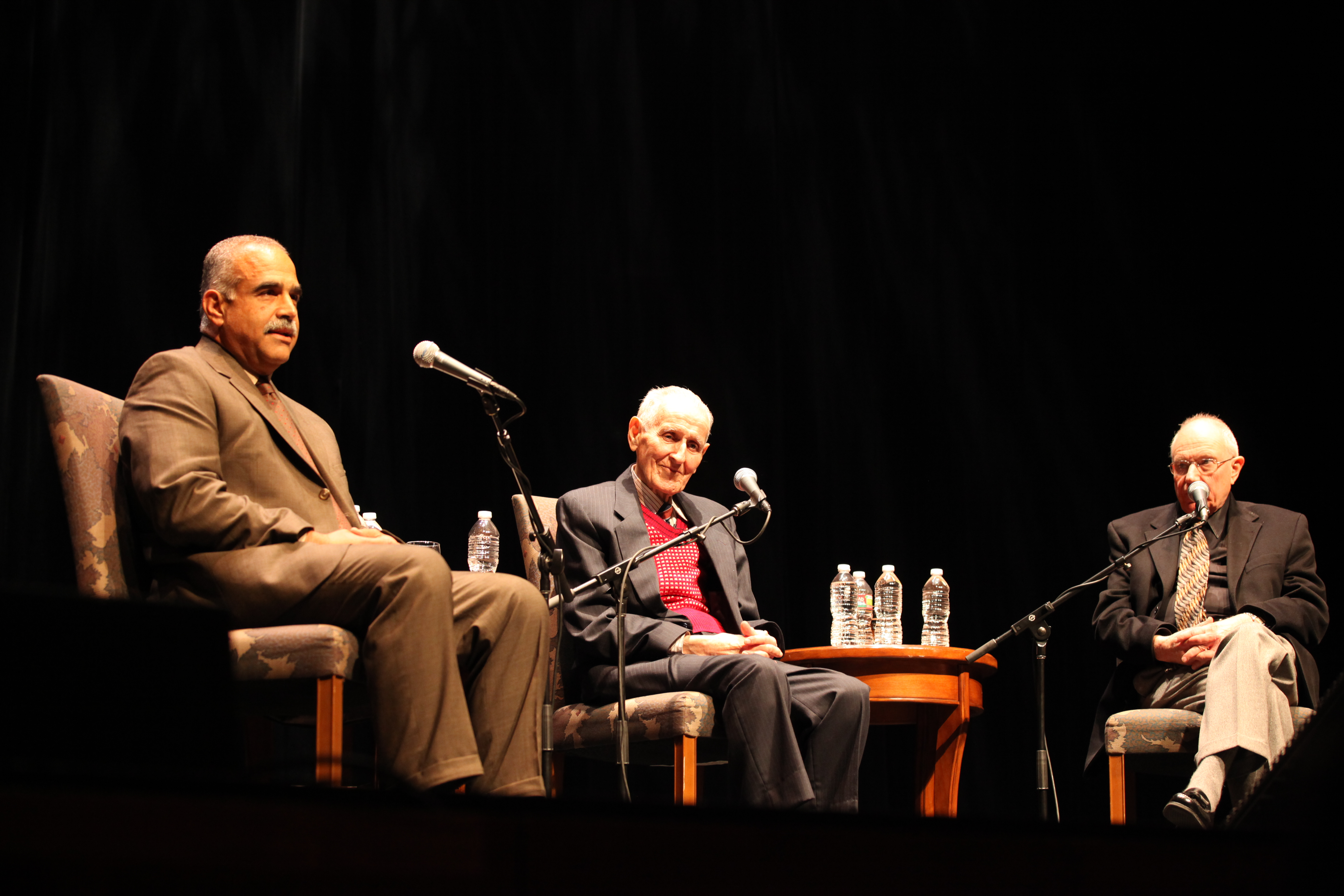
2011년 초 미국의 한 방송 토론회에 출연한 케보키언

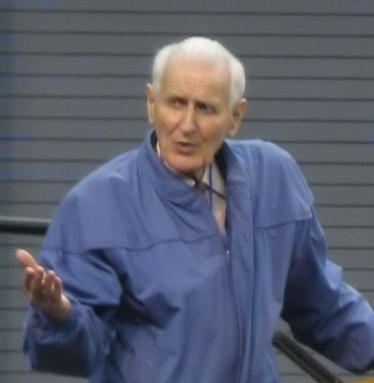
2008년 미국의 어느 강연회에서

이후 그는 방송 출연과 강연 활동을 다니며 안락사의 필요성과 죽을 권리도 존재한다는 내용의 강연과 발언을 하였다. 그러나 그의 안락사 옹호와 죽을 권리 발언은 미국내 보수기독교 단체들의 주 공격대상이자 인신비방의 소재가 되었으며 정신적으로 문제가 있는 사람 또는 악마라는 비방을 당하였다.
가석방 이후에도 그의 안락사 시술을 놓고 미국 내에서는 찬반 여론이 나뉘어 논쟁이 진행되었으며, 종교계와 보수 기독교계를 중심으로 살인이라는 주장과 리버럴 계열과 사회운동 단체 쪽에서는 죽을 권리도 존중해야 한다는 여론이 팽팽하게 맞섰다. 2011년 5월 케보키언 박사는 심장과 신장 질환으로 병원에 입원했다. 논란이 한참 진행 중이던 2011년 6월 3일 미국 미시간 로열오크 윌리엄보몽병원에서 오전 2시 30분 경 83세로 사망했다.

## 평가와 비판 및 수상 내역

### 평가
그는 타인의 자살조력, 62세 이상이나 장애인의 치료행위를 제공하지 않겠다는 조건으로 2년 동안 가석방됐다. 또한 안락사나 자살 조력에 대하여 언급하지 않는다는 조건에 구속되어 있었다. 케보키언이 감옥에서 나왔을 즈음 의사가 조력하는 자살을 합법화한 주는 오레곤(Oregon) 주가 유일하였다. 몬타나(Montana)주와 워싱턴(Washington) 주도 후에 합법화하였다. 2008년 3월 12일, 그는 미시간주 의회에 무소속의원으로 출마를 발표하였다. 선거 결과 2.6퍼센트의 찬성표를 획득하면서 졌다.
2007년 5월 22일에서 27일에 걸쳐 임의의 미 성인남녀 1천명을 대상으로 이루어진 AP-입소스조사에 따르면, 케보키안 박사가 징역형을 살아서는 안 됐다고 주장한 의견이 53%에 달한 반면, 그가 감옥생활을 할 만한 일을 했다는 의견은 40%에 불과했다.

### 비판
케보키언의 사형수들의 장기추출 옹호발언과 의학실험대상화 지지운동, 말기환자들의 안락사 조력은 나치 수용소에서 자행된 의학실험과 생명경시의 차별적 인간관과 다를 바 없다는 비판을 받았다. 케보키언은 자신의 주장은 장기부족의 문제에 대한 방안으로 제안한 것이 아니며, 자기중심적인 의료계와 사형제에 대한 사회의 무관심을 개선하기 위한 부산물에 불과하다고 해명하였다. 또한, 자살조력에 관하여 무자비하게 살인을 자행한 나치와는 달리 자신은 말기환자의 선별과정에서 철저한 기준을 두었으며 고통 없는 평온한 죽음을 위한 안락사방법을 사용했다는 점에서 구별된다고 주장했다.
디트로이트 자유 언론(Detroit Free Press)의 조사원들이 조사한 바에 따르면, 케보키언이 자살을 조력한 환자들 중 60%가 치료불가능의 말기상태에 있지 않았다. 이 결과 보고서는 다음과 같은 문제점을 들어 케보키언의 자살조력 행위를 거세게 비판하였다.
1. 케보키언의 상담이 전화 상담이나 가족과 친구가 동반한 간략한 회의의 형식에 머문 경우가 많다.
2. 최소한 19개의 사례에서 의학검진이 수반되지 않았고 중요한 질문에서 환자가 직접 답변할 수 없다는 이유로 측근의 대답만을 기초로 안락사 여부가 결정되었다.
3. 만성적 고통을 주장하는 환자들에 대하여 케보키언이 해당 전문가의 의견을 참조하지 않았다.
4. 케보키언이 환자의 의학진료기록을 살핌에 있어서 고정된 방식이 없었고 참관하는 의사의 간단한 진단만으로 안락사가 결정된 경우도 있다.
5. 케보키언의 자살조력사례의 부검 결과, 최소 3개의 사례에서 해부학적으로 질병의 근거가 발견되지 않았다.
6. 최소 19명의 환자가 케보키언과 처음으로 만난 후 24시간 이내에 사망하였다.

### 수상
- 《인도주의 시민상》- 2001년 4월 10일, 비영리 단체 글라이츠만 재단 수여[10]

## 같이 보기
| - 안락사 - 존엄사 - 생명윤리 - 의사 조력 자살 - 호스피스 - 시민불복종 - 생존권 - 암 - 에이즈 | - 하워드 마틴 - 해럴드 십먼 - 낙태 |

## 관련 자료

### 다큐멘터리
- 〈안락사〉(1999) - 문화방송《논픽션 11》[18]

### 영화
- 《You Don't Know Jack》(2010)

### 도서
- 《God Bless You, Dr. Kevorkian》(2001)